# Grant Batty
Pour les articles homonymes, voir Batty.
Pas d'image ? Cliquez ici

a Compétitions nationales et continentales officielles uniquement.

b Matchs officiels uniquement.
Dernière mise à jour le 25 novembre 2024.
Grant Bernard Batty , né le 31 août 1951 à Greytown, est un joueur de rugby à XV néo-zélandais qui a joué 56 fois (dont 15 tests matchs) pour les All-Blacks de 1972 à 1977. C’était un ailier de 1,65 m et 70 kg.

## Biographie
Batty a tout d’abord joué sept fois pour la province de Wellington en 1970 et deux fois pour l’équipe universitaire de Nouvelle-Zélande. En raison de sa petite carrure, il n’avait pas la partie facile en défense contre des joueurs au physique imposant. Avec la province de Wellington il prit une première leçon contre les Lions britanniques en 1971. Il reçut ses premières capes à l’occasion d’une tournée des Blacks en Europe, fin 1972 et début 1973. Il a joué contre les équipes britanniques (trois victoires et un match nul) et la France (une défaite).
Sa saison 1973 fut surtout marquée par une défaite à Eden Park contre l'Angleterre. Il participa aussi au célèbre match du 27 janvier contre les Barbarians à Cardiff (défaite 23-11), où il marqua les deux essais néo-zélandais. Après un changement important dans la composition de l’équipe, Batty et les Blacks furent invaincus en 1974, avec notamment deux victoires contre les Wallabies à Sydney et une contre l'Irlande à Dublin. Une rupture des ligaments du genou l’éloigna des terrains en 1976, mais il put cependant jouer contre les Springboks en Afrique du Sud (3 défaites et une victoire) avant de se faire à nouveau opérer. Il se retira de la scène internationale en 1977 après une nouvelle victoire contre les Lions à Wellington. Batts (le surnom de Batty) se distingua avec un essai marqué après une course de 50 m consécutive à une interception.

## Statistiques en équipe nationale
- Nombre de tests avec les Blacks : 15
- Autres matchs avec les Blacks : 41
- Nombre total de matchs avec les Blacks : 56
- Première cape : 19 octobre 1972
- Dernière cape : 18 juin 1977
- Matchs avec les Blacks par année : 14 en 1972, 14 en 1973, 16 en 1974, 1 en 1975, 10 en 1976, 1 en 1977